# Sancedo
Sancedo – gmina w Hiszpanii, w prowincji León, w Kastylii i León, o powierzchni 31 km². W 2011 roku gmina liczyła 574 mieszkańców.